# Benjamin Macé
Benjamin Michael Baptiste Macé (* 16. Mai 1989 in Bordeaux) ist ein ehemaliger französischer Shorttracker und Eisschnellläufer.

## Werdegang
Macé nahm bis 2010 an Shorttrack-Wettbewerben teil. Dabei belegte er bei den Europameisterschaften 2010 in Dresden den 18. Platz im Mehrkampf sowie den vierten Rang mit der Staffel und bei den Teamweltmeisterschaften 2010 in Bormio den sechsten Platz. Bei den Olympischen Winterspielen 2010 in Vancouver kam er auf den 22. Platz über 1500 m und auf den fünften Rang mit der Staffel.
Im Eisschnelllauf startete Macé im November 2010 in Heerenveen erstmals im Eisschnelllauf-Weltcup, wobei er den 16. Platz über 5000 m in der B-Gruppe errang. In der Saison 2010/11 lief er mit drei Top-Zehn-Platzierungen auf den zehnten Platz im Weltcup über 1500 m und bei der Sprintweltmeisterschaft 2012 in Calgary auf den 24. Platz. Zudem kam er bei den Einzelstreckenweltmeisterschaften 2012 in Heerenveen auf den 16. Platz über 1000 m sowie auf den 11. Rang über 1500 m. In der folgenden Saison belegte er bei der Sprintweltmeisterschaft 2013 in Salt Lake City erneut den 24. Platz und bei den Einzelstreckenweltmeisterschaften 2013 in Sotschi den 19. Platz über 1000 m sowie den 17. Rang über 1500 m. Dort lief er im folgenden Jahr bei den Olympischen Winterspielen auf den 32. Platz über 1500 m, auf den 29. Rang über 1000 m und auf den achten Platz in der Teamverfolgung. In der Saison 2014/15 errang er bei den Einzelstreckenweltmeisterschaften 2015 in Heerenveen den 20. Platz über 1500 m und absolvierte in Hamar seinen letzten Weltcup, welchen er in der B-Gruppe auf dem 12. Platz über 1500 m beendete.

## Erfolge

### Olympische Spiele
- 2010 Vancouver: 5. Platz Staffel, 22. Platz 1500 m
- 2014 Sotschi: 8. Platz Teamverfolgung, 29. Platz 1000 m, 32. Platz 1500 m

### Shorttrack-Weltmeisterschaften
- 2011 Sheffield: 22. Platz 1500 m, 25. Platz 500 m, 32. Platz 1000 m

### Team-Weltmeisterschaften
- 2010 Bormio: 6. Platz

### Shorttrack-Europameisterschaften
- 2010 Dresden: 4. Platz Staffel, 18. Platz Mehrkampf

### Eisschnelllauf-Weltmeisterschaften
- 2012 Heerenveen: 11. Platz 1500 m, 16. Platz 1000 m
- 2012 Calgary: 24. Platz Sprint-Mehrkampf
- 2013 Sotschi: 17. Platz 1500 m, 19. Platz 1000 m
- 2013 Salt Lake City: 24. Platz Sprint-Mehrkampf
- 2015 Heerenveen: 20. Platz 1500 m

## Persönliche Bestleistungen

### Persönliche Bestleistungen im Shorttrack
| Disziplin | Zeit         | Datum              | Ort         |
| --------- | ------------ | ------------------ | ----------- |
| 500 m     | 42,103 s     | 23. Januar 2010    | Dresden     |
| 1000 m    | 1:30,307 min | 28. November 2008  | Peking      |
| 1500 m    | 2:20,165 min | 13. September 2008 | Albertville |
| 3000 m    | 5:20,495 min | 14. September 2008 | Albertville |

### Persönliche Bestleistungen im Eisschnelllauf
| Disziplin | Zeit        | Datum             | Ort            |
| --------- | ----------- | ----------------- | -------------- |
| 500 m     | 35,47 s     | 15. November 2013 | Salt Lake City |
| 1000 m    | 1:08,13 min | 26. Januar 2013   | Salt Lake City |
| 1500 m    | 1:43,70 min | 15. November 2013 | Salt Lake City |
| 3000 m    | 3:56,84 min | 12. Oktober 2012  | Inzell         |
| 5000 m    | 6:43,92 min | 29. Januar 2011   | Moskau         |